# Pristimantis citriogaster
Pristimantis citriogaster es una especie de anfibio anuro de la familia Craugastoridae.

## Distribución
Esta especie se encuentra:
- en Perú alrededor de Tarapoto en la provincia de San Martín en la región de San Martín entre los 600 y 800 m de altitud.
- en Ecuador en las provincias de Zamora-Chinchipe y Morona-Santiago entre los 1,000 y 1,094 m sobre el nivel del mar.[4]

## Publicación original
- Duellman, 1992 : A new species of the Eleutherodactylus conspicillatus group (Anura: Leptodactylidae) from northeastern Peru. Revista Española de Herpetologia, vol. 6, p. 23-29.[5]